# إيديونية كيسية
إيديونية كيسية (الاسم العلمي: Ideonella sakaiensis) هي نوع من البكتيريا، سلبية الغرام، تتبع الإيديونيات.